# Jean Baptiste Aimable Gaillot
Jean Baptiste Aimable Gaillot (27 avril 1834 - 4 juin 1921), connu sous le nom d'Aimable Gaillot, est un astronome français qui travailla à l'observatoire de Paris de 1861 à 1903.

## Biographie
Il est né de Jean-Baptiste Gaillot et Marie Catherine Gillet le 27 avril 1834 à Saint-Jean-sur-Tourbe, dans le département de la Marne. Il fut recruté par Urbain Le Verrier en 1861 et passa toute sa carrière au Bureau des Calculs. Il est connu pour avoir finalisé les théories analytiques de Le Verrier sur le mouvement de Jupiter, Saturne, Uranus et Neptune, et pour la publication du Catalogue de l’Observatoire de Paris, une énorme compilation d'observations de transits astronomiques survenus de 1837 à 1881. L'Académie des sciences de France lui décerna le prix Damoiseau en 1902. Il est mort le 4 juin 1921 à Chartres en France.